# 龍門石窟

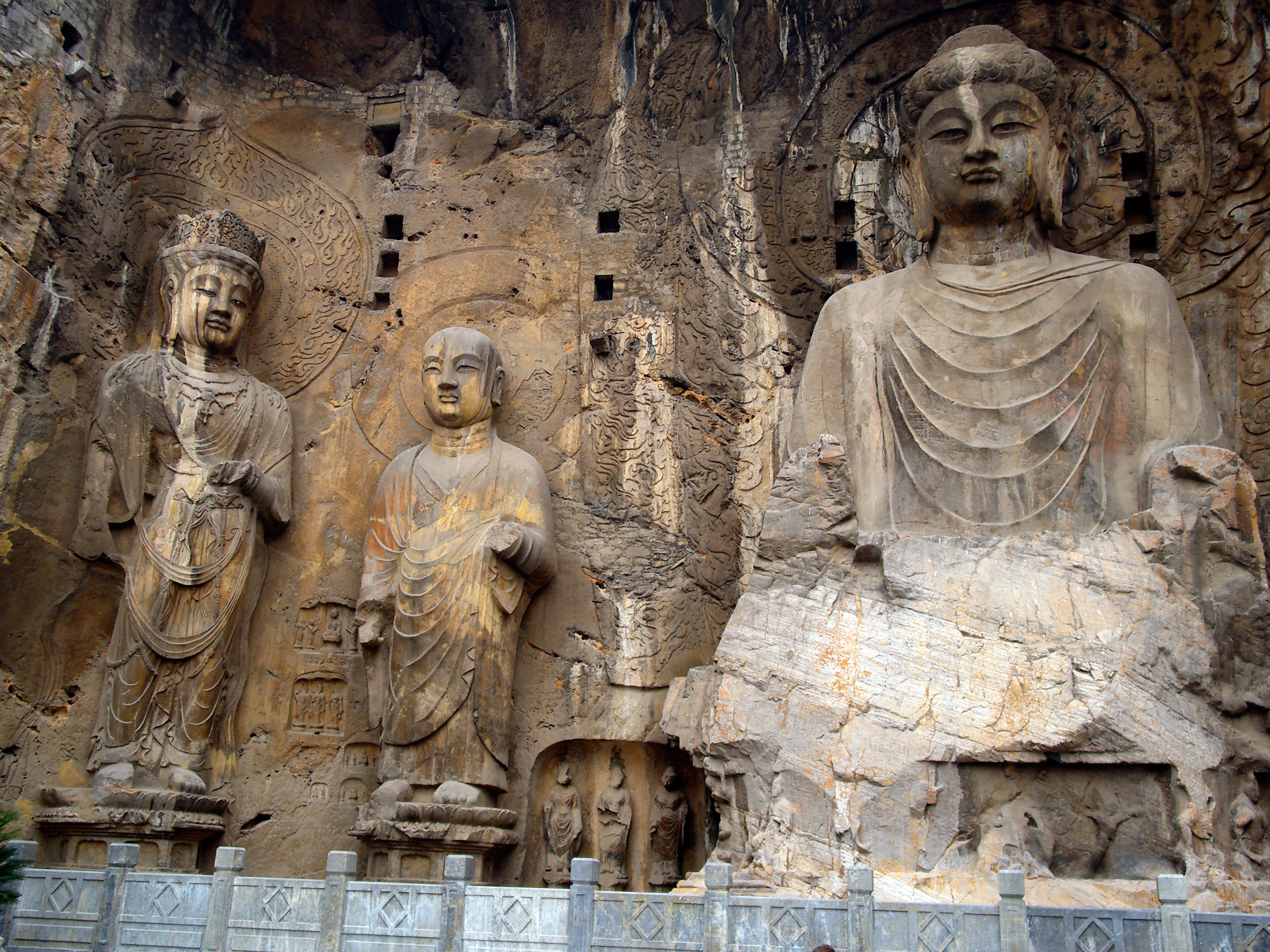
龍門石窟の盧舎那仏

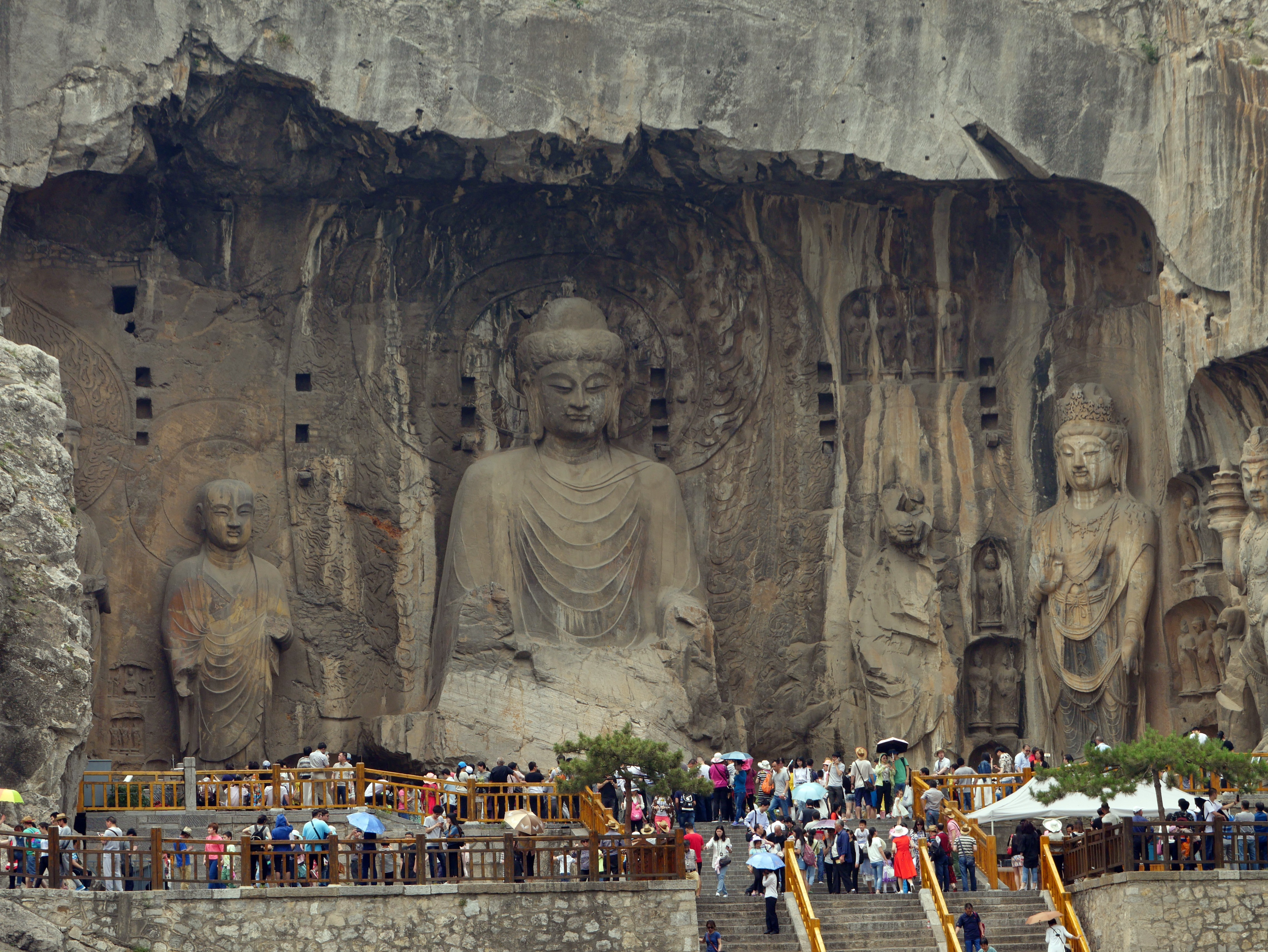
龍門石窟

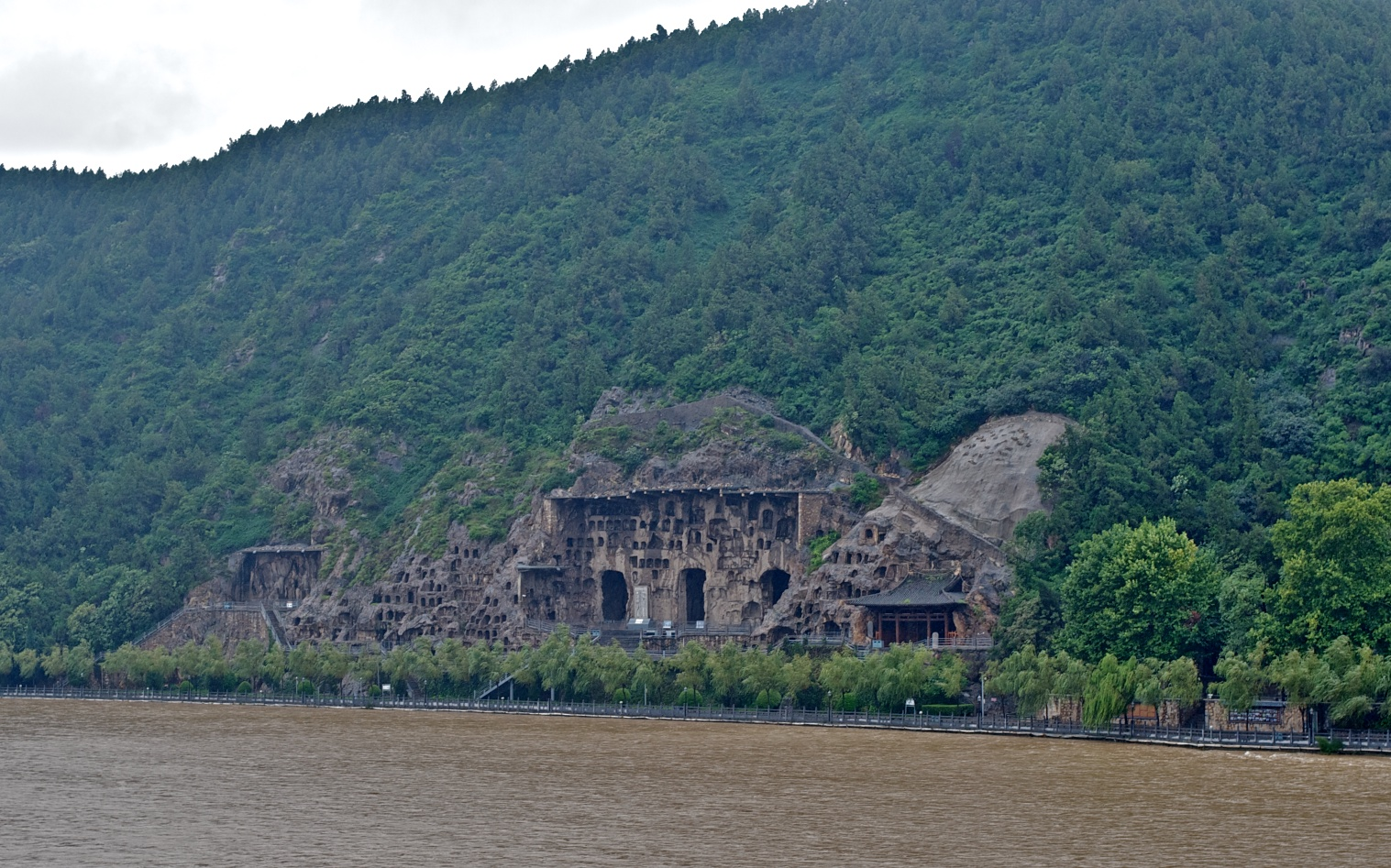
龍門石窟

龍門石窟（りゅうもんせっくつ、拼音: Lóngmén shíkū）は、中華人民共和国河南省洛陽市の南方13キロ、伊河の両岸にある石窟寺院。「龍門石窟」としてユネスコの世界遺産（文化遺産）に登録されている。

## 概要
北魏の孝文帝が平城から洛陽に遷都した494年（太和18年）に始まる。仏教彫刻史上、雲岡石窟の後を受けた、龍門期（494年 - 520年）と呼ばれる時期の始まりである。
龍門石窟の特徴は、その硬さ、すなわち雲岡石窟の粗い砂岩質と比較して、緻密な橄欖岩質であることである。そのため、北魏においては雲岡のような巨大な石窟を開削することが技術的にできなかった。『魏書』釈老志にも、500年（景明2年）に宣武帝が孝文帝のために造営した石窟は、規模が大きすぎて日の目を見ず、計画縮小を余儀なくされた顛末を記している。
様式上の特徴は、面長でなで肩、首が長い造形であり、華奢な印象を与える点にある。また、中国固有の造形も目立つようになり、西方風の意匠は希薄となる。裳懸座が発達して、装飾も繊細で絵画的な表現がされるようになる。
最初期は5世紀末の「古陽洞」窟内に見られる私的な仏龕の造営に始まる。宣武帝の計画を受けて開削された「賓陽洞」3窟のうち、実際に北魏に完成したのは賓陽中洞のみであり、南と北洞の完成は唐の初期であった。その他、北魏時期の代表的な石窟としては、「蓮華洞」が見られる。また、北魏滅亡後も石窟の造営は細々とながらも継続され、「薬方洞」は北斉から隋にかけての時期に造営された石窟である。
唐代には、魏王李泰が賓陽三洞を修復し、褚遂良に命じて書道史上名高い『伊闕仏龕碑』を書かせ、641年（貞観15年）に建碑した。初唐の代表は、656年 - 670年（顕慶年間〜総章年間）に完成した「敬善寺洞」である。その後、「恵簡洞」や「万仏洞」が完成し、この高宗時代に、龍門石窟は最盛期を迎えることとなる。
絶頂期の石窟が、675年（上元2年）に完成した「奉先寺洞」である。これは、高宗の発願になるもので、皇后の武氏、のちの武則天も浄財を寄進している。その本尊の盧舎那仏の顔は、当時既に実権を掌握していた武則天の容貌を写し取ったものと言う伝説があるが、寄進と時期的に合わず今では否定されている。また、武則天は弥勒仏の化身と言われ尊像としても合わない。龍門最大の石窟である。
武則天の時代には、西山の南方、「浄土洞」の付近まで造営が及んだので、武則天末より玄宗にかけての時期には、東山にも石窟が開削されるようになった。「看経寺洞」がその代表である。

## 観光
中華人民共和国国家級風景名勝区（1982年認定）、中国の5A級観光地（認定年不明）。入場料は2020年1月現在通常期120元・閑散期90元。西山石窟・東山石窟・香山寺・白居易墓園の4箇所に入場できる。東山石窟と西山側の入口は有料の電動カートがあり、疲労度などにより利用できる。市内各所から「龍門石窟」行きのバスが運行されている。高速鉄道の洛陽龍門駅からは71路とV9路を利用する。

## 登録基準
この世界遺産は世界遺産登録基準のうち、以下の条件を満たし、登録された（以下の基準は世界遺産センター公表の登録基準からの翻訳、引用である）。
- (1) 人類の創造的才能を表現する傑作。
- (2) ある期間を通じてまたはある文化圏において、建築、技術、記念碑的芸術、都市計画、景観デザインの発展に関し、人類の価値の重要な交流を示すもの。
- (3) 現存するまたは消滅した文化的伝統または文明の、唯一のまたは少なくとも稀な証拠。